# Portões da cidade de Paris
‎
‎Enquanto ‎‎Paris‎‎ é cercada pelo ‎‎Boulevard Périphérique‎‎ (Anel viário de Paris), os ‎‎portões da cidade de Paris‎‎ ("‎‎portes de Paris‎‎") são os pontos de acesso à cidade para pedestres e outros usuários da estrada. Como Paris teve ‎‎sucessivas estradas anelares‎‎ através dos séculos, os portões da cidade são encontrados dentro da atual ‎‎Paris.‎‎ ‎

## Os portões da cidade de hoje
‎(Lista de portões da cidade criados durante a extensão de Paris em 1860 e que deixaram sua marca no mapa da cidade. Os portões estão listados na sequência no sentido horário iniciando no norte na Rota Nacional 1.)‎

### Nordeste

#### 18.º
- - Porte de la Chapelle: Rota Nacional 1, Autoroute A1[1]

#### 19.º
- - Porta d'Aubervilliers:‎‎ ‎‎Rodovia Nacional 301‎
  - Porte de la Villette:‎‎ ‎‎Rodovia Nacional 2‎
  - Porte de Pantin:‎‎ ‎‎Rodovia Nacional 3‎
  - Porta Chaumont‎
  - Porte Brunet‎
  - Porte du Pré-Saint-Gervais
  - Porte des Lilas‎

### Leste

#### 20.º
- - Porte des Lilas‎
  - ‎Porta de Menilmontant‎
  - ‎Porta de Bagnolet:‎‎ ‎‎Autoestrada A3‎
  - ‎Porte de Montreuil:‎‎ ‎‎Rodovia Nacional 302‎

#### 12.º
- - Porte de Vincennes:‎‎ ‎‎Rodovia Nacional 34‎
  - ‎Porte Jaune
  - ‎Porte de Saint-Mandé‎
  - ‎Porta de Montempoivre‎
  - ‎Porta de Picpus
  - ‎Porta de Reuilly‎
  - Porte Dorée
  - ‎Porte de Charenton:‎‎ ‎‎Rodovia Nacional 6‎
  - Porta ‎de Bercy:‎‎ ‎‎Autoestrada A4‎

### Sul (Rive Gauche)

#### 13.º
- - ‎Porte de la Gare
  - ‎Porta de Vitry‎
  - ‎Porte d'Ivry‎
  - Porte de ‎Choisy:‎‎ ‎‎Rodovia Nacional 305‎
  - ‎Porte d'Italie:‎‎ ‎‎Rodovia Nacional 7‎
  - ‎Poterne des Peupliers

#### 14.º
- - ‎Porta de Gentilly‎
  - ‎Porta d'Arcueil‎
  - ‎Porte d'Orléans:‎‎ ‎‎Rodovia Nacional 20‎
  - ‎Porta de Montrouge‎
  - ‎Porta de Châtillon‎
  - ‎Porta Didot‎
  - ‎Porte de Vanves‎

#### 15.º
- - ‎Porta Brancion‎
  - ‎Porta de Plaisance
  - Porte de la Plaine
  - ‎Porte de Versailles‎
  - ‎Porte d'Issy‎
  - ‎Porta de Sèvres‎

### Oeste

#### 16.º
- - ‎Porte du Point-du-Jour‎
  - Porte de ‎Saint-Cloud:‎‎ ‎‎Rodovia Nacional 10‎
  - ‎Porte Molitor‎
  - ‎Porta de Boulogne‎
  - ‎Porta do Hipódromo‎
  - ‎Porte d'Auteuil:‎‎ ‎‎Autoestrada A13‎
  - ‎Porte de Passy‎
  - ‎Porte de la Muette‎
  - ‎Porta Dauphine‎
  - Porte de Bagatelle
  - ‎Porta do Sena‎
  - ‎Porte de Madri‎d
  - ‎Porte de St. James‎
  - ‎Porte de Neuilly‎
  - ‎Porte des Sablons‎

### Noroeste

#### 17.º
- - ‎Porta de Jersey:‎‎ ‎‎Rodovia Nacional 13‎
  - ‎Porte des Ternes‎
  - ‎Porta de Villiers‎
  - ‎Porte de Champerret‎
  - ‎Porta de Courcelles‎
  - Porte d'Asnières
  - ‎Porta de Clichy‎
  - ‎Porta Pouchet‎

### 18.º
- - Porte de Saint-Ouen‎
  - ‎Porta de Montmartre‎
  - ‎Porte de Clignancourt:‎‎ ‎‎Rodovia Nacional 14‎
  - ‎Porte des Poissonieres‎

## Antigos portões de Paris
- ‎Porte Saint-Denis‎‎ ao longo do traço do ‎‎Enceinte‎‎ de ‎‎Carlos V‎‎.‎
- ‎Porte Saint-Martin‎‎ ao longo do traço do ‎‎Enceinte‎‎ de ‎‎Carlos V‎‎.‎
- ‎Rua des Fossés-Saint-Bernard‎
- ‎Rua des Fossés-Saint-Jacques‎
- ‎Rua des Fossés-Saint-Marcel‎

‎Depois da construção do ‎‎Muro dos Fazendeiros-Gerais‎‎ em 1785, os portões de Paris traziam os nomes barreiras (‎‎barrières‎‎) até 1860 (por ‎‎exemplo, barrière de la Villette, barrière du Trône, barrière d'Italie‎‎, etc.) Eram, de fato, portões de pedágio utilizados para a coleta do ‎‎octroi‎‎, um imposto sobre o ‎‎consumo‎‎ avaliado sobre mercadorias que entram na cidade. Algumas das cabines de pedágio construídas por ‎‎Ledoux‎‎ permanecem em:
- ‎Rotunda‎‎ da ‎‎Place de Stalingrad
- ‎Place du Trône
- ‎Place Denfert-Rochereau‎‎ (anteriormente ‎‎Barrière de l'Enfer)